# معركة نابلس 1967
معركة نابلس 1967 هي واحدة من المعارك المهمة التي وقعت خلال حرب 1967، والمعروفة أيضًا بحرب الأيام الستة بين الجيش الإسرائيلي والقوات الأردنية اندلعت المعركة في منطقة نابلس شمال الضفة الغربية عندما حاولت القوات الإسرائيلية احتلال المدينة.